# Mazars
Forvis Mazars é uma rede global de auditoria, consultoria empresarial e consultoria tributária, que opera em mais de 100 países e territórios. A rede opera sob uma única marca em todo o mundo, com apenas dois membros: Forvis Mazars LLP nos Estados Unidos e Forvis Mazars Group SC.
A rede atualmente emprega mais de 40 mil profissionais. Com sede na França, a Forvis Mazars é a 10º maior empresa de auditoria do mundo, além de ser a 8ª maior empresa do setor nos Estados Unidos. As duas empresas-membro da rede são membros da Praxity, uma aliança de empresas do setor de auditoria e contabilidade global.

## História

### Forvis
A Forvis foi formada pela fusão de duas grandes empresas de contabilidade, BKD e Dixon Hughes Goodman, em 1º de junho de 2022.
Em 1922, três homens - William Baird, Wade Kurtz e Claire Dobson - decidiram iniciar sua própria empresa com escritórios em Kansas City e Joplin, Missouri, após a dissolução da Montgomery Firm, onde os três haviam trabalhado.
Após a Segunda Guerra Mundial, começou um período de crescimento. Após expnsão para os estados de  A empresa criou sua primeira subsidiária integral, BKD Corporate Finance, LLC, em 1994 (rebatizada para BKD Capital Advisors em 2019) e ultrapassou a marca de $100 milhões em receita em 1999.
Os anos 1960 representaram um período de mudanças significativas. Em 1964, a empresa redigiu seu acordo formal de parceria, que ainda existe hoje. A expansão continuou ao longo das décadas de 1970 e 1980, com a empresa abrindo novos escritórios em Arkansas, Oklahoma, Missouri, Texas, Nebraska e Kentucky.

#### BKD
Desde então, o crescimento constante continuou. A empresa criou sua primeira subsidiária integral, BKD Corporate Finance, LLC, em 1994 (rebatizada para BKD Capital Advisors em 2019) e ultrapassou a marca de $100 milhões em receita em 1999. 
A empresa realizou sua segunda maior fusão em 2001, combinando-se com a Olive LLP para criar a BKD, LLP, que era a oitava maior empresa de contabilidade dos EUA na época. Em 1º de outubro de 2013, a BKD adquiriu oficialmente a Malin Bergquist & Co, LLP, e em 2014, a Wolf & Company tornou-se oficialmente parte da BKD como resultado de uma fusão.
Em 2023, a empresa contava com 79 escritórios em 28 estados, incluindo Arkansas, Colorado, Illinois, Indiana, Iowa, Kansas, Kentucky, Minnesota, Mississippi, Missouri, Nebraska, Nova York, Ohio, Oklahoma, Pensilvânia, Tennessee, Texas e Utah, tornando-se uma das maiores empresas de auditoria e contabilidade dos Estados Unidos.

### Mazars
A Mazars foi formada em Rouen, Normandia, na França, em 1945, por Robert Mazars. Ele atuou como diretor executivo até 1983, quando Patrick de Cambourg foi nomeado para o cargo. De Cambourg começou a internacionalizar a empresa local, que contava com 33 funcionários em 1977. De 2011 a 2016, Philippe Castagnac serviu como diretor executivo. Ele foi sucedido por Hervé Hélias, que atualmente ocupa o cargo de CEO da Forvis Mazars Group SC.
Em 2016, a Mazars anunciou a integração da empresa chinesa ZhongShen ZhongHuan em sua parceria. A partir de 1º de janeiro, a parceria do Grupo Mazars se estendeu a 77 países e 17.000 funcionários trabalhavam para a Mazars. Em 2017, a Mazars adquiriu a Zettafox, uma startup francesa de análise de dados prescritiva, e anunciou a criação de seu Lab para acelerar a transformação interna de seus negócios e enriquecer suas ofertas.
Em 2023, a Mazars possuía 33.000 profissionais dentro da parceria integrada da Mazars, além de 16.000 profissionais via Mazars North America Alliance, além de estar presente em 100 países.

## Forvis Mazars no Brasil
Fundada em 2002 como Cabrera Consultoria Contábil, a empresa se tornou referência nacional em auditoria e asseguração, consultoria tributária, consultoria e BPO. Criada por Eduardo Cabrera, Uipiquer Santos e Eder Mutinelli, a empresa passou a fazer parte da Mazars em 2007, adotando o nome de Mazars Cabrera até 2018.

Atualmente, a empresa possui mais de 1.000 colaboradores em 7 escritórios (São Paulo, Campinas, Rio de Janeiro, Curitiba, Joinville, Fortaleza e Barueri), além de mais de 2.000 clientes.